# Martin Mata Cabello
Martin Mata Cabello (* 1. Februar 1984) ist ein spanischer Radrennfahrer.
Martin Mata Cabello gewann 2005 ein Teilstück der Vuelta a Navarra. 2006 fuhr er für das spanische Continental Team Grupo Nicolas Mateos. In der Saison 2007 fuhr er gemeinsam mit seinem Bruder Enrique Mata Cabello für die Mannschaft Vina Magna-Cropu und 2008 bei Burgos Monumental. Danach war er weder bei internationalen Radsportteams tätig oder in internationalen Rennen erfolgreich.

## Erfolge
2005
- eine Etappe Vuelta a Navarra

## Teams
- 2006 Grupo Nicolas Mateos
- 2007 Vina Magna-Cropu
- 2008 Burgos Monumental